# Tanker
Tanker je brod za prijevoz tekućih tereta kojemu je čitav prostor za teret podjeljen uzdužnim i poprečnim pregradama na nepropusna odjeljnja, koja se nazivaju tankovima. Za ukrcavanje i iskrcavanje tekućeg tereta iz pojedinih tankova tankeri imaju poseban sustav cjevovoda i pumpnih uređaja. Prvi tankeri su se pojavili krajem 19. stoljeća i prevozili su naftu iz Meksičkog zaljeva za Englesku. Otada pa do danas, tankeri su prisutni na svim morima. Tankere možemo podijeliti po veličini i po vrsti tereta koji prevoze.

## Podjela tankera
Prema vrsti tekućeg tereta možemo ih podijeliti na:
- tankere za prijevoz sirove nafte
- tankere za prijevoz naftnih derivata
- tankere za prijevoz ukapljenog prirodnog plina
- tankere za prijevoz raznih kemikalija
- tankere za prijevoz pitke vode
- tankere za prijevoz posebnih tereta

Tankeri, po pravilu imaju manje nadvođe od ostalih teretnih brodova, ali pregrade i stabilitet u slučaju prodora vode moraju udovoljavati naročitim zahtjevima, propisanim u Međunarodnoj konvenciji o teretnim linijama, 1966, i u Međunarodnoj konvenciji za zaštitu ljutskog života na moru, 1974. Tankeri se grade za prijevoz određene vrste tereta, najčešće sirove nafte ili njezinih derivata. Postoje i tankeri za druge vrste tekućih tereta, koji ponekad iziskuju posebnu konstrukciju i opremu. Međutim, tipičnim tankerom smatra se onaj što prevozi sirovu naftu, koji i po tonaži i po broju brodova nadmašuje sve ostale vrste tankera.
Tankeri koji prevoze sirovu naftu dijele se :
- do 6 000 tona nosivosti - obalni tankeri,[1] koji prevoze naftu i njezine derivate duž obale, a na tankerskim terminalima rasterećuju veće tankere koji ne mogu uploviti u plitkije luke
- od 6 000 do 35 000 t nosivosti - tankeri manje tonaže.[1]
- od 35 000 do 160 000 t nosivosti - tankeri srednje tonaže, u koje spadaju tankeri klase aframax i suezmax[1]
- od 160.000 do 400 000 t nosivosti - supertankeri[1]
- više od 400 000 t nosivosti - mamut-tankeri[1]

Druga podjela tankera je:
- 10 000 - 60.000 dwt - Manji tanker (ovaj tip se najčešće upotrebljava za prijevoz derivata) (do 200 m - broj 1 na slici)
- 60 000 - 80 000 dwt - Panamax
- 80 000 - 110 000 dwt - Aframax (do 245 m - broj 2 na slici)
- 120 000 - 200 000 dwt - Suezmax (do 300 m - broj 3 na slici)
- 200 000 - 315 000 dwt - VLCC (do 350 m - broj 4 na slici)
- 320 000 - 550 000 dwt - ULCC (do 450 m - broj 5 na slici)

- VLCC (eng. Very Large Crude Carrier), supertankeri od 150 000 and 320 000 t ukupne nosivosti
- ULCC (eng. Ultra Large Crude Carrier), veliki supertankeri od 320 000 and 550 000 t ukupne nosivosti

## Konstrukcija tankera
Paralelno s razvojem tankera nastoji se usavršiti i konstrukcija trupa, u prvom redu da se osigura potrebna čvrstoća. Zbog relativno male visine trupa i kritičnih opterećenja, koja mogu nastati zbog nepovoljno raspoređenih tereta, odnosno balasta, nastaju u pojedinim strukturnim elementima znatna naprezanja, pa pod određenim okolnostima brodski trup može napuknuti ili se čak prelomiti. Radi bolje uzdužne čvrstoće se već 1906. usvaja uzdužni sustav gradnje tankera. Tankeru Paul Paix iz 1908. ugrađena su uzdužna rebra, na dnu, boku i palubi, te jaka poprečna okvirna rebra i koljena. Budući da su se naprezanja uzdužnih elemenata prenosila i na poprečne elemente, 1925. je uvedena konstrukcija bez koljena.
Gotovo istodobno pojavljuju se i drugi sustavi gradnje, npr. sustav iz 1925, s poprečnim rebrima. Konstrukcija trupa i dalje se mijenjala. Uvode se dvije uzdužne pregrade umjesto dosadašnjih ljetnih tankova (summer tanks), pronalaze se nove forme spajanja pojedinih elemenata, osobito poslije primjene varenja i gradnje supertankera.
U novije vrijeme prevladava uzdužni sustav gradnje (s uzdužnim rebrima), iako je dosta čest i kombinirani sustav, tj. sustav s uzdužnim rebrima na dnu i palubi, poprečnim rebrima na boku u vertikalnim ukrepama na pregradama. Naročita se pažnja obraća izboru materijala podesenog za varenje, uklanjanje oštrih prekida te položaju i sustavu gradnje uzdužnih pregrada.
Cijeli prostor ispod palube tankera, od pramčanog do strojarskog prostora, predviđen je za smještaj tereta i podijeljen je jednom ili s dvije uzdužne i nekoliko poprečnih pregrada u više tankova, tako da u poprečnom smjeru postoje lijevi i desni bočni i po jedan središnji tank. Tankovi nose brojeve od pramčanog prostora prema krmi. U poprečnom smjeru, na pramcu, na krmi i po sredini broda nalaze se uski prazni prostori ili tzv. koferdami za odvajanje tankova tekućeg tereta od pramčanog i strojarskog prostora, dok središnji koferdam služi kao prostor za sisaljke u većini supertankera i mamut-tankera u poprečnom smjeru postoje dva bočna i dva središnja tankova, a između središnjih tankova u uzdužnici broda nalaze se uzdužni koferdam koji ujedno služi za prolaz cjevovoda za krcanje i iskrcavanje tereta.

## Sustav iskrcaja
Krajem 19. stoljeća pojavili su se prvi brodovi za prijevoz tekućeg tereta u tankovima, razvijeni da bi se omogućio prevoz nafte iz bazena Meksičkog zaljeva na tržište u Velikoj Britaniji. Otada, pa do danas traje razvoj brodova za prijevoz tekućih tereta. Usporedo s razvojem prevoza tekućeg tereta bilo je potrebno riješiti i problem skladištenja, ukrcaja i iskrcaja tereta. Sustavi za skladištenje tereta (tankovi) nisu se mijenjali tijekom razvoja, a uređaji za manipulaciju teretom su pretrpjeli velike promjene u izvedbi, kako zbog povećanja veličine broda za prijevoz tekućeg tereta, tako i zbog zahtjeva što manjeg zadržavanja broda pri ukrcaju i iskrcaju i ekoloških zahtjeva. U početku razvoja, kada je veličina broda bila puno manja od današnje, uređaji za teret na tankerima su bili puno jednostavniji od današnjih. 

### Tankeri s pregradama
Prve izvedbe teretnih uređaja na tankerima bile su takve da usisnog cjevovoda nije takoreći ni bilo, već se na dnu svakog tanka nalazila pomična pregrada (ili više njih) koja se otvarala prilikom ukrcaja ili iskrcaja. Ovaj sustav je zahtijevao da brod ima znatan krmeni nagib prilikom iskrcaja, a ujedno je omogućavao prijevoz samo jedne vrste tereta.  Prednost ovog sustava je bio vrlo kratak usisni cjevovod i jednu crpnu stanicu koja je bila smještena u ili do strojarnice čime se olakšavala izvedba pogona sisaljki. Povećanjem veličine broda i zahtjevima za prevoženjem više vrsta tereta, te zbog veće količine tereta koja je ostajala u skladištima, a koja se nije mogla iskrcati, sustavi za iskrcaj tereta kod brodova za tekući teret su usavršeni i modificirani.

### Tankeri s crpnim stanicama
Modifikacija sustava prekrcaja tankera je bila uvođenjem usisnog cjevovoda i crpne stanice u kojoj su smještene sisaljke za prebacivanje tereta. Takav sustav zahtijeva usisni cjevovod izveden posebno za svaki tank te veći broj sisaljki čime se povećava složenost sustava. Prednost u odnosu na prvi opisan sustav je mogućnost prevoza više vrsta tereta odjednom te brži iskrcaj. Sustav cjevovoda omogućuje da se istodobno obavlja onoliko vrsta operacija (s različitim vrstama tereta) koliko ima sisaljki. Na manjim tankerima ima 4 do 6 glavnih sisaljki kapaciteta 1000 do 1200 t/h, tako da se čitav teret može iskrcati za 12h (na velikim tankerima se sustav iskrcaja dimenzionira na 24 sata). Osim glavnih sisaljki postavljaju se i male sisaljke za isušavanje tankova, kapaciteta 100 do 150 t/h s odgovarajućim cjevovodom. Na palubi u sredini broda nalaze se s obje strane priključci za gibljive cjevi koje služe za spoj s kopnenim instalacijama. Na tankerima manje i srednje tonaže postavlja se i jedan prključak na krmi. Opisani sustavi imaju prednost da brže iskrcavaju teret od prvospomenutih, te mogu podijeliti teret na više zasebnih partija, smještenih odvojeno na brodu. Nedostatak ovog sustava je gubitak prostora potreban za ugradnju crpnih stanica, i relativno dug usisni cjevovod, koji također smanjuje prostor za teret, te kompliciran sustav za otvaranje ventila, kao i izgubljen prostor pri dovodu energije u crpne stanice. Navedeni nedostaci su uzrokovali pojavu zadnje generacije tankera koji ima sisaljku posebno izvedenu za svaki tank.

### Tankeri s uronjivim sisaljkama
Ovaj sustav povećava korisni prostor za ukrcaj tereta (zbog izostanka crpne stanice i usisnog cjevovoda), omogućava veliku fleksibilnost u pogledu krcanja različitih vrsta tereta, te omogućava vrlo veliku brzinu iskrcaja. Nedostatak ovog sustava je poskupljivanje sustava ugradnjom većeg broja sisaljki, kao i problemi pri izvedbi pogona sisaljke i brtvljenja pogonskog dijela prema teretu. Sisaljke su uronjene u tank zajedno s tlačnim cjevovodom i sustavom za pogon sisaljke. Tlačni cjevovodi se spajaju na palubi i kombiniranjem tlačnog cjevovoda se određuje broj različitih vrsta tereta.

### Sisaljke na tankerima
Sisaljke tereta su izvedene na više načina. Nekada su bile najviše zastupljene stapne sisaljke, koje se danas vrlo rijetko sreću, osim kao sisaljke za posušivanje. Najzastupljenije sisaljke danas su centrifugalne, a upotrebljavaju se još i zupčaste i vijčane sisaljke. Važno je napomenuti da se zbog smanjivanja isparavanja u usisnom cjevovodu mora omogućiti promjenjiva brzina sisaljki, odnosno smanjenje brzine rada sisaljke pri kraju crpljenja.

### Pogon sisaljki
Pogon sisaljki može biti izveden na više načina. Najstariji sustav, koji je i danas najzastupljeniji je pogon parom koju proizvode kotlovi smješteni u strojarnici. Kako kotlovi u isto vrijeme služe i za proizvodnju inertnog plina ovaj sustav je vrlo raširen, kao i zbog činjenice da pogon parom neće izazvati iskrenje. Nedostatak ovog sustava je u dodatnom sustavu cjevovda za paru i izolaciji tog cjevovoda.
Drugi mogući način pokretanja sisaljki je hidraulika. Tu se upotrebljava sustav ulja tlaka 200-250 bara koji pokreće hidromotore sisaljki tereta. Hidropumpe za pogonjenje hidromotora su smještene najčešće na palubi. Prednost ovog sustava je da ima veći stupanj iskorištenja od parnog sustava, ali istovremeno zahtjeva poseban generator inertnih plinova, kao i povećanu instaliranu snagu generatora, odnosno veće instalirane proizvođače električne energije.
	Treći način pokretanja sisaljki je ujedno i najmanje zastupljen iako je najekonomičniji u radu. To je sustav s elektromotornim sisaljkama, koji ima najveći stupanj iskorištenja u radu, ali iziskuje velike investicijske troškove pri izradi, koji se neće vratiti tokom vremena eksploatacije broda. Troškovi su povećani zbog posebne izvedbe elektromotora koji sprečava iskrenje i velikog predimenzioniranja proizvođača električne energije koja je potrebna za iskrcaj tereta. Naime, prilikom iskrcaja tereta zahtjevi za električnom energijom su 5-7 puta veći od zahtjeva u plovidbi.

## Ventili
Ventili na cjevovodu mogu biti izvedeni na više načina. Zbog svoje veličine, najčešće se izvode kao zasun ventili iako postoje i druge izvedbe (leptir, normalni ventil). Upravljanje ventilima je u početku bilo izvedeno ručno, ali se zbog nedostataka te vrste otvaranja (vrijeme otvaranja, duge osovine ventila podložne oštećenju i blokiranju) prešlo na daljinski upravljane ventile, najčešće hidraulički. 
Da bi se mogao iskrcati i teret visokog viskoziteta, ugrađene su u tankove serpentine za grijanje parom.

## Zaštita tankera od korozije
Korozija tankova za teret, čeličnih cijevi i armatura u njima vrlo je jaka, osobito u tankovima koji su se naizmjenično punili naftom i balastnom vodom (što je danas zabranjeno). U tankovima za sirovu naftu korozija je najjača na uronjenoj čeličnoj strukturi. U tankovima za lagane derivate od utjecaja vlažnih para stradaju više gornji (izronjeni) dijelovi. Protiv korozije primjenjuju se one iste elektrokemijske sile koje i uzrokuju koroziju. Najčešće se primjenjuje zaštita magnezijevim anodama, tzv. katodna zaštita. Ugradnjom magnezijevih anoda postiže se da se cjelokupna čelična struktura, koja je djelovala djelomično kao katoda a dijelomično kao anoda, pretvara u katodu, pa više nije napadnuta.
Magnezijeve anode, koje su do sada bile uobičajene na tankerima, sve se više zamjenjuju anodama od cinka i aluminija i to poslije eksplozije na jednom tankeru, koja se pripisuje iskrenju nakon pada jedne magnezijeve anode na dno tankera.

## Vanjske poveznice
- Tipovi brodova i sustavi gradnje broda - Konstrukcija broda 2, Kalman Žiha  Arhivirana inačica izvorne stranice od 15. rujna 2017. (Wayback Machine)
- Tanker Hrvatska tehnička enciklopedija, portal hrvatske tehničke baštine. LZMK

- Brodica za spašavanje Hrvatska tehnička enciklopedija, portal hrvatske tehničke baštine. LZMK